# Wydział Filologiczno-Historyczny Akademii Pomorskiej w Słupsku
Wydział Filologiczno-Historyczny Akademii Pomorskiej w Słupsku (WFH AP w Słupsku) – historyczny wydział Akademii Pomorskiej w Słupsku powstały wraz z powołaniem do życia tej uczelni w 1969 roku jako Wydział Humanistyczny. Pod obecną nazwą działał od 2001 od 2019 roku. Kształcił studentów na sześciu podstawowych kierunkach zaliczanych do nauk humanistycznych (nauki filologiczne, historyczne i wojskowe), na studiach stacjonarnych, niestacjonarnych oraz wieczorowych.
Wydział Filologiczno-Historyczny był jednostką interdyscyplinarną. W jego ramach znajdowały się 3 instytuty. Złożona struktura Wydziału powodowała, że prowadzone były tu badania naukowe w bardzo szerokim spektrum tematycznym. Zatrudnionych było 120 pracowników naukowo-dydaktycznych, w tym m.in. na 6 na stanowisku profesora zwyczajnego z tytułem profesora, 23 na stanowisku profesora nadzwyczajnego ze stopniem naukowym doktora habilitowanego, 39 adiunktów ze stopniem doktora.
Według stanu na 2013 rok na wydziale studiowało łącznie ponad tysiąc studentów (na studiach dziennych i na studiach zaocznych) oraz kilkuset słuchaczy studiów podyplomowych, a także kilkunastu doktorantów odbywających studia doktoranckie w ramach Wydziałowego Studium Doktoranckiego. 
1 października 2019, zarządzeniem rektora AP, wydział został zlikwidowany na skutek reorganizacji struktur uniwersyteckich.

## Historia
Geneza Wydziału Filologiczno-Historycznego sięga 1969 roku, kiedy to utworzono w Słupsku Wyższą Szkołę Nauczycielską, w której ramach utworzono dwa wydziały. Jednym z nich był Wydział Humanistyczny. W jego ramach początkowo funkcjonowały dwa zakłady naukowo-dydaktyczne: Zakład Historii oraz Studium Praktycznej Nauki Języków Obcych. W 1970 roku powstał kolejny zakład – Zakład Filologii Polskiej, a rok później w 1971 roku Zakład Filologii Rosyjskiej. Jako pierwszy przekształceniom uległ Zakład Historii, który już w 1984 roku został przekształcony w Katedrę Historii, a dwa lata później w 1986 roku w Instytut Historii. W 1991 roku wraz z rozwojem nowych specjalizacji w dziedzinie filologii Zakład Filologii Rosyjskiej został przemianowany na Zakład Neofilologii, a jeszcze w tym samym roku na Katedrę Neofilologii. W 1994 roku Katedra Neofilologii po wzmocnieniu kadrowym została Instytutem Neofilologii. Z kolei wcześniej w 1993 roku Zakład Filologii Polskiej został przekształcony w Katedrę Filologii Polskiej, a w 1999 roku w Instytut Filologii Polskiej (od 2000 roku pod nazwą Instytutu Polonistyki). 
W 2001 roku Wydział Humanistyczny zmienił nazwę na Wydział Filologiczno-Historyczny. Ważnymi wydarzeniami było nadanie w 2002 roku przez Centralną Komisję do Spraw Stopni i Tytułów wydziałowi uprawnienia do nadawania stopnia naukowego doktora nauk humanistycznych w dyscyplinie historia, zaś w 2012 roku w dziedzinie literaturoznawstwo. W 2008 roku powstała najmłodsza jednostka organizacyjna wydziału – Katedra Bezpieczeństwa Narodowego, która w 2013 roku uzyskała także status instytutu.

## Władze Wydziału
W kadencji 2016–2019:
| Stanowisko                                     | Imię i nazwisko             |
| ---------------------------------------------- | --------------------------- |
| Dziekan                                        | dr hab. Daniel Kalinowski   |
| Prodziekan ds. Kształcenia i Studentów         | ks. dr hab. Józef Szymański |
| Prodziekan ds. Nauki i Współpracy z Gospodarką | dr Monika Bielska           |

## Poczet dziekanów
- 1987–1993: dr hab. Stefan Rudnik – historyk, politolog (współczesne stosunki międzynarodowe)
- 1999–2002: dr hab. Danuta Gierczyńska – filolog rosyjski (komparatystyka literacka)
- 2002–2004: dr hab. Kazimierz Chruściński – filolog polski (historia literatury polskiej)
- 2004–2008: prof. dr hab. Andrzej Pepłoński – historyk
- 2008–2016: dr hab. Danuta Gierczyńska – filolog rosyjski (komparatystyka literacka)
- 2016–2019: dr hab. Daniel Kalinowski – filolog polski (historia literatury polskiej)

## Kierunki kształcenia
Wydział kształcił studentów na studiach licencjackich (3-letnie), po których ukończeniu ich absolwenci uzyskują tytuł zawodowy licencjata. Do wyboru były następujące kierunki:
- filologia: angielska, germańska, rosyjska
- filologia polska
- historia
- politologia.

Po ukończeniu studiów pierwszego stopnia ich absolwenci mogli kontynuować dalsze kształcenie w ramach studiów magisterskich uzupełniających, trwających 2 lata i kończących się uzyskaniem tytułu zawodowego magistra. Studenci mają do wyboru następujące kierunki i specjalności:
- filologia: angielska, germańska, rosyjska
- filologia polska
- historia.

Ponadto wydział prowadził również następujące studia podyplomowe:
- kwalifikacyjne metodyczno-kulturoznawcze nauczania języka kaszubskiego
- podyplomowe studia przygotowania pedagogicznego dla absolwentów polonistyki, historii i języków obcych.

Wydział oferował studia doktoranckie (trzeciego stopnia), trwające 4 lata i kończące się uzyskaniem stopnia naukowego doktora w następujących dziedzinach:
- historia
- literaturoznawstwo.

Wydział miał uprawnienia do nadawania następujących stopni naukowych: 
- doktora nauk humanistycznych w zakresie: historii, literaturoznawstwa.

## Struktura organizacyjna

### Instytut Historii i Politologii
Dyrektor: dr hab. Robert Kuśnierz
- Zakład Historii Średniowiecznej
- Zakład Historii Nowożytnej
- Zakład Historii XIX wieku
- Zakład Historii XX wieku
- Zakład Archiwistyki i Studiów Regionalnych
- Zakład Stosunków Międzynarodowych
- Zakład Studiów Wschodnich
- Pracownia Historii Starożytnej
- Pracownia Historii Filozofii

### Instytut Neofilologii
Dyrektor: p.o. dr Grażyna Lisowska
- Zakład Filologii Angielskiej
- Zakład Filologii Germańskiej
- Zakład Filologii Rosyjskiej
- Laboratorium Nowoczesnych Metod Lingwistyki Stosowanej

### Instytut Polonistyki
Dyrektor: dr hab. Anna Sobiecka
- Zakład Antropologii Kultury i Badań Kaszubsko-Pomorskich
- Zakład Teorii Literatury i Badań Kulturowych
- Zakład Historii Literatury
- Zakład Językoznawstwa i Edukacji Polonistycznej
- Pracownia Dokumentacji Teatru